# 엉겅퀴
엉겅퀴(thistle)는 국화과에 속하는 여러해살이풀이다. 한국·일본·중국 북동부에 분포하며, 가시나물·항가새라고도 한다.

## 생태
높이 50-100cm이고 전체에 흰 털과 더불어 거미줄 같은 털이 있다. 뿌리잎은 꽃필 때까지 남아 있고 줄기잎보다 크다. 줄기잎은 피침상 타원형으로 깃처럼 갈라지고 밑은 원대를 감싸며 갈라진 가장자리가 다시 갈라지고 결각상의 톱니와 더불어 가시가 있다 꽃은 6-8월에 피고 자주색에서 적색이다. 총포의 포편은 7-8열로 배열하고 안쪽일수록 길어진다. 열매는 수과이며 관모는 길이 16-19mm이다. 잎이 좁고 녹색이며 가시가 다소 많은 것을 좁은잎엉겅퀴, 가시가 많은 것을 가시엉겅퀴라고 한다.

## 쓰임새
연한 식물체와 어린순을 나물로 먹고 성숙한 뿌리를 약으로 쓴다. 약효는 지혈작용이 현저하여 소변출혈·대변출혈·코피·자궁출혈·외상출혈에 활용된다. 특히, 폐결핵에는 진해·거담·흉통을 제거하면서 토혈을 치유하고, 급성전염성간염에는 항균효과가 있으며 혈압강하 작용도 있다. 민간에서는 뿌리로 술을 담가 신경통·요통의 치료제로 응용하고 있다.
2025년 6월 12일, 한국식품연구원 노화연구단은 엉겅퀴 추출물이 급성호흡곤란증후군(ARDS) 동물 모델에서 폐 손상 완화에 효과를 보였다고 발표하였다. 연구진은 박테리아 독소로 ARDS를 유도한 생쥐에 엉겅퀴 추출물을 투여한 결과, 염증세포 침윤, 폐포벽 비후, 히알린막 형성 등이 억제되었으며, 염증 관련 단백질 복합체(NLRP3 인플라마좀)와 저산소유도인자(HIF1α)의 활성이 동시에 억제된 것으로 확인되었다. 이 연구 결과는 국제학술지 《Phytomedicine》에 게재되었다.

## 재배 및 관리
씨로 스스로 번식한다. 생명력, 번식력, 재생력이 아주 강해 별다른 관리가 필요하지 않은 식물이다. 약용 등 특별한 목적으로 재배하지 않는 한 집에서 키우는 경우는 드물다. 줄기를 잘라내어도 뿌리로 월동을 하는 자생력(생명력)이 강한 식물이다.

## 사진

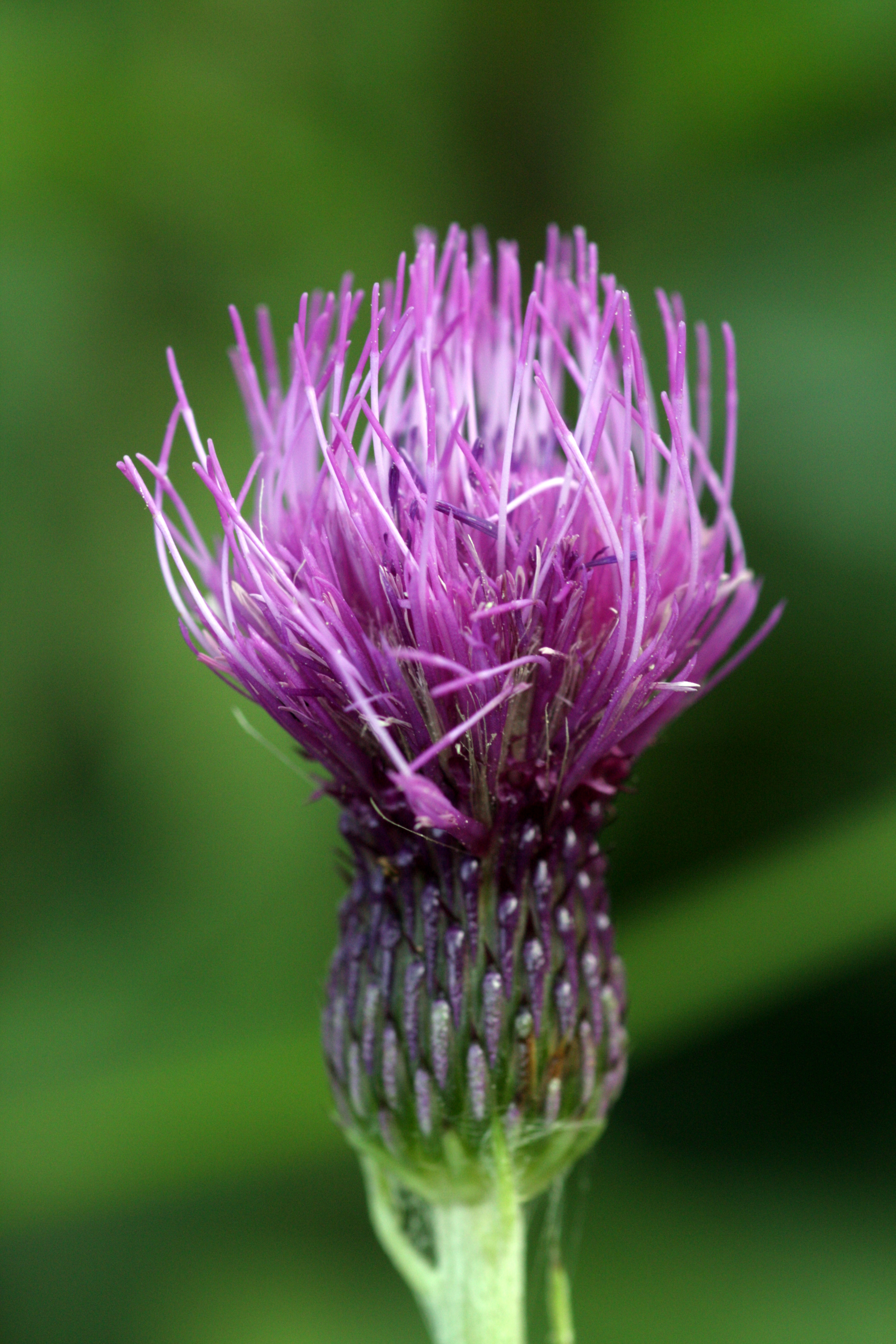
꽃
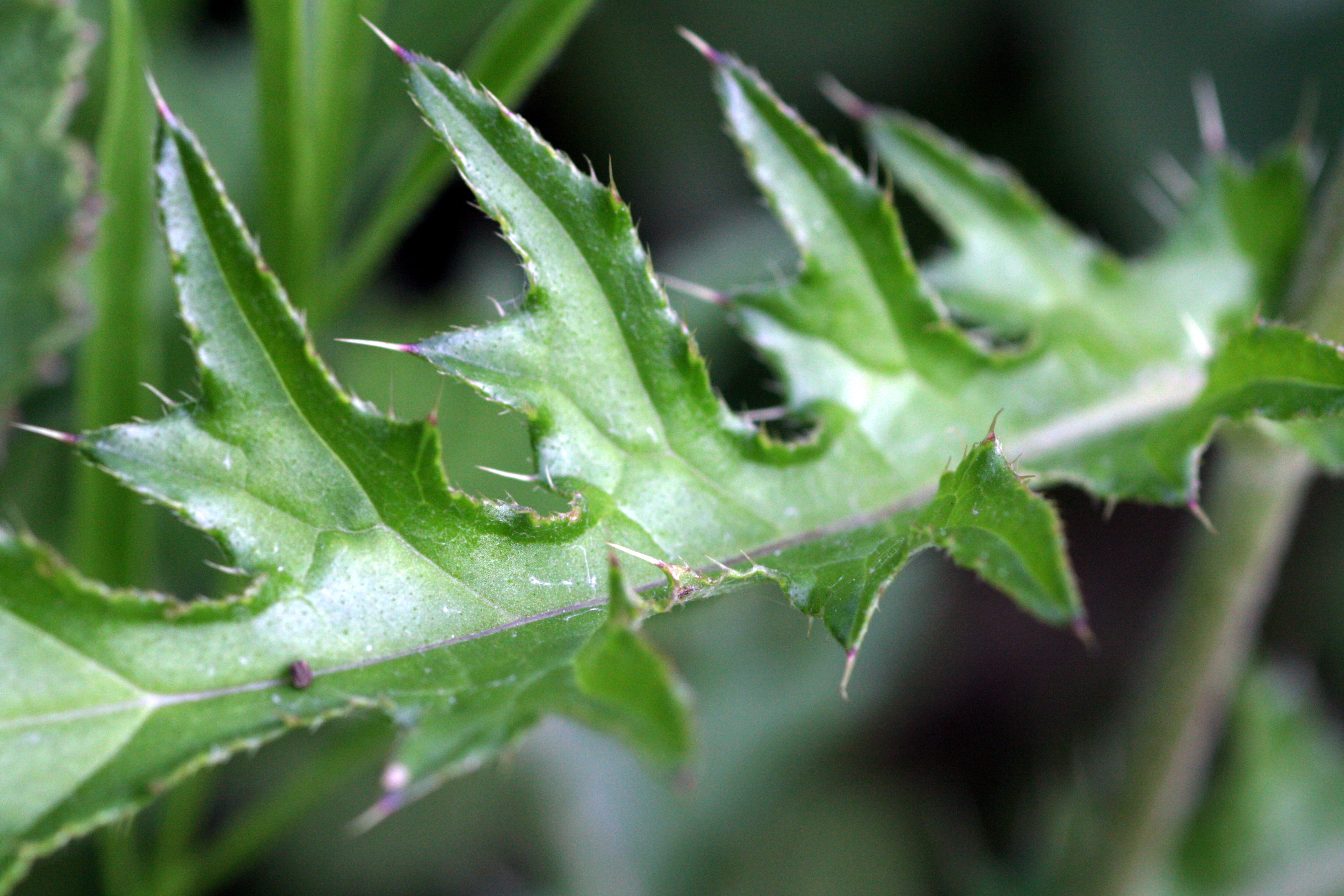
잎
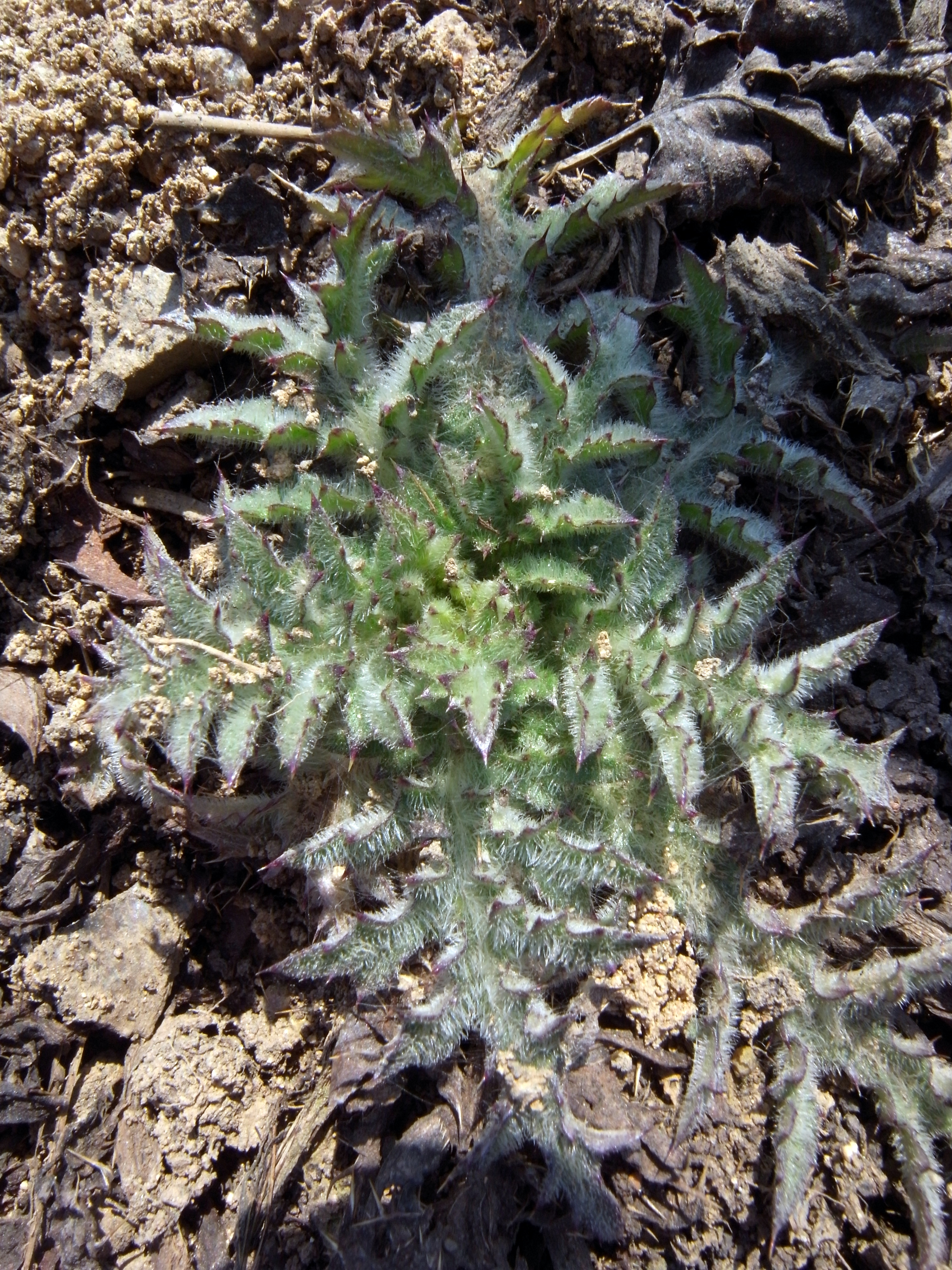
새순